# Bande dessinée de guerre
La bande dessinée de guerre est un genre de bande dessinée présentant un conflit militaire et mettant en scène des affrontements.
Elle est utilisée tout d'abord utilisée comme outil de propagande, d'héroïsation ou de dénonciation avant que ses sujets et ses perspectives ne se multiplient.